# Snookerns världsranking 2007/2008
Snookerns världsranking 2007/2008 är den professionella snookerrankingen för de spelare som tagit sig till säsongen 2007/2008 från säsongen 2006/2007. Poängen innefattar snookerns världsrankingspoäng från 2005/2006 och 2006/2007. Spelarna rankade 65 - 72 tog sig vidare baserat på poängen från säsongen 2006/2007.
| Nr | Namn              | Nationalitet | Poäng  |
| -- | ----------------- | ------------ | ------ |
| 1  | John Higgins      | Skottland    | 42 250 |
| 2  | Graeme Dott       | Skottland    | 37 775 |
| 3  | Shaun Murphy      | England      | 37 700 |
| 4  | Ken Doherty       | Irland       | 35 800 |
| 5  | Ronnie O'Sullivan | England      | 33 600 |
| 6  | Peter Ebdon       | England      | 33 550 |
| 7  | Neil Robertson    | Australien   | 33 125 |
| 8  | Stephen Hendry    | Skottland    | 32 475 |
| 9  | Ding Junhui       | Kina         | 30 800 |
| 10 | Stephen Maguire   | Skottland    | 30 550 |
| 11 | Mark Selby        | England      | 27 400 |
| 12 | Mark Williams     | Wales        | 27 125 |
| 13 | Stephen Lee       | England      | 26 150 |
| 14 | Allister Carter   | England      | 25 300 |
| 15 | Steve Davis       | England      | 24 950 |
| 16 | Ryan Day          | Wales        | 24 500 |
| 17 | Joe Swail         | Nordirland   | 24 350 |
| 18 | Joe Perry         | England      | 23 925 |
| 19 | Barry Hawkins     | England      | 23 750 |
| 20 | Matthew Stevens   | Wales        | 23 550 |
| 21 | Mark King         | England      | 22 425 |
| 22 | Jamie Cope        | England      | 22 250 |
| 23 | Stuart Bingham    | England      | 22 150 |
| 24 | Michael Holt      | England      | 21 613 |
| 25 | Nigel Bond        | England      | 20 688 |
| 26 | Anthony Hamilton  | England      | 20 451 |
| 27 | Marco Fu          | Hongkong     | 20 425 |
| 28 | Ian McCulloch     | England      | 19 126 |
| 29 | Mark Allen        | Nordirland   | 18 900 |
| 30 | Dave Harold       | England      | 18 875 |
| 31 | Dominic Dale      | Wales        | 18 075 |
| 32 | Gerard Greene     | England      | 17 900 |
| 33 | James Wattana     | Thailand     | 17 688 |
| 34 | Michael Judge     | Irland       | 17 550 |
| 35 | David Gray        | England      | 17 163 |
| 36 | Ricky Walden      | England      | 16 965 |
| 37 | Fergal O'Brien    | Irland       | 16 950 |
| 38 | Alan McManus      | Skottland    | 16 525 |
| 39 | John Parrott      | England      | 16 288 |
| 40 | Adrian Gunnell    | England      | 15 500 |
| 41 | Andy Hicks        | England      | 14 976 |
| 42 | Andrew Norman     | England      | 14 888 |
| 43 | Mark Davis        | England      | 14 775 |
| 44 | Andrew Higginson  | England      | 14 725 |
| 45 | David Gilbert     | England      | 14 550 |
| 46 | Jamie Burnett     | Skottland    | 14 500 |
| 47 | Robert Milkins    | England      | 14 201 |
| 48 | Rory McLeod       | England      | 14 025 |
| 49 | Rod Lawler        | England      | 13 650 |
| 50 | Tom Ford          | England      | 13 475 |
| 51 | Judd Trump        | England      | 13 450 |
| 52 | Marcus Campbell   | Skottland    | 13 325 |
| 53 | Stuart Pettman    | England      | 13 288 |
| 54 | Robin Hull        | Finland      | 13 113 |
| 55 | David Roe         | England      | 13 113 |
| 56 | Barry Pinches     | England      | 12 638 |
| 57 | Drew Henry        | Skottland    | 12 500 |
| 58 | Joe Delaney       | Irland       | 12 400 |
| 59 | Mike Dunn         | England      | 12 288 |
| 60 | Jimmy White       | England      | 12 175 |
| 61 | Jimmy Michie      | England      | 11 988 |
| 62 | Paul Davies       | Wales        | 11 713 |
| 63 | Scott MacKenzie   | Skottland    | 11 325 |
| 64 | Ian Preece        | Wales        | 11 050 |
| 65 | Lee Spick         | England      | 11 050 |
| 66 | Liang Wenbo       | Kina         | 10 900 |
| 67 | Shailesh Jogia    | England      | 10 738 |
| 68 | Tony Drago        | Malta        | 10 450 |
| 69 | Tian Pengfei      | Kina         | 10 225 |
| 70 | Matthew Couch     | England      | 9 975  |
| 71 | David Morris      | Irland       | 9 600  |
| 72 | Liu Song          | Kina         | 9 525  |

| #1 John Higgins  |                          |
| John Higgins     |                          |
| Född             | 18 maj 1975              |
| Nationalitet     | England                  |
| Professionell    | 1992                     |
| Högsta ranking   | #1                       |
| Turneringssegrar |                          |
| Rankingtitlar    | 19                       |
| Andra titlar     | 9                        |
| VM               | Världsmästare 1998, 2007 |

| #2 Graeme Dott   |                    |
| Född             | 12 maj 1977        |
| Nationalitet     | Skottland          |
| Professionell    | 1994               |
| Högsta ranking   | #2                 |
| Turneringssegrar |                    |
| Rankingtitlar    | 2                  |
| Andra titlar     | 1                  |
| VM               | Världsmästare 2006 |

| #3 Shaun Murphy  |                    |
| Född             | 10 augusti 1982    |
| Nationalitet     | Engelsk            |
| Professionell    | 1998 -             |
| Högsta ranking   | #3                 |
| Turneringssegrar |                    |
| Rankingtitlar    | 3                  |
| Andra titlar     | 2                  |
| VM               | Världsmästare 2005 |